# Lý thuyết nhóm
Trong toán học và đại số trừu tượng, lý thuyết nhóm nghiên cứu về cấu trúc đại số như nhóm. Nhóm là lý thuyết trung tâm của đại số trừu tượng, những cấu trúc đại số chính khác như vành, trường và không gian vector có thể được xét như các nhóm với các tính chất và tiên đề bổ sung. Nhóm được ứng dụng hầu khắp các nhánh của toán học, và ứng dụng của lý thuyết nhóm có ảnh hưởng đến nhiều khía cạnh của đại số. Các nhóm đại số tuyến tính và các nhóm Lie, là hai nhánh của lý thuyết nhóm, đã được nghiên cứu chuyên sâu và trở thành những chủ đề chính của lý thuyết này.
Nhiều hệ thống vật lý, như tinh thể và nguyên tử hydro, có thể được mô hình hóa dưới dạng các nhóm đối xứng.Vì vậy, lý thuyết nhóm và lý thuyết đại diện - lý thuyết có liên hệ mật thiết với lý thuyết nhóm - có nhiều ứng dụng quan trọng trong vật lý, hóa học và khoa học vật liệu. Lý thuyết nhóm cũng là trọng tâm cho lý thuyết mã hóa công khai.
Một trong những thành tựu quan trọng nhất của Toán học thế kỷ XX đó là nỗ lực hợp tác đem lại hơn 10.000 trang báo cáo được phát hành từ năm 1960 đến 1980 với kết quả phân loại hoành chỉnh cho các nhóm đơn hữu hạn.
Lý thuyết nhóm là một nhánh cơ bản của đại số nghiên cứu các tính chất của nhóm - một hệ thống đại số cơ bản.

## Phân loại
Số loại nhóm đã dần dần mở rộng từ nhóm hoán vị hữu hạn cho tới nhóm ma trận.

### Nhóm hoán vị
Lớp nhóm đầu tiên chúng ta được biết tới là nhóm hoán vị. Cho trước một tập X và tập hợp G các song tuyến của X cho chính nó (hoán vị) đóng dưới các phép nghịch đảo và kết hợp, G là nhóm tác động lên X. Nếu X bao gồm n phần tử và G bao gồm tất cả các hoán vị, G là nhóm đối xứng Sn, một cách tổng quát, Mọi nhóm hoán vị G là tập con của nhóm đối xứng của X.
Trong nhiều trường hợp, cấu trúc của một nhóm hoán vị có thể được nghiên cứu bằng cách sử dụng các tính chất của các tác dụng của chúng lên những tập tương ứng.

### Nhóm ma trận
Lớp nhóm quan trọng tiếp theo của lý thuyết nhóm chính là nhóm ma trận. Trong đó G là một tập bao gồm các ma trận khả nghịch với bậc n cho trước qua một trường K là đóng dưới phép nhân vô hướng và nghịch đảo. Những nhóm tác dụng lên một không gian vector n chiều  Kn  bằng một biến đổi tuyến tính. Tác dụng này làm nhóm ma trận giống như nhóm hoán vị, và sự đối xứng của tác động có thể khai thác để tìm hiểu các tính chất của nhóm G.

### Nhóm biến đổi
Nhóm giao hoán và nhóm ma trận là các trường hợp đặc biệt của nhóm biến đổi: Một nhóm tác động lên không gian X cụ thể và bảo toàn câu trúc vốn có của nó. Trong trường hợp của nhóm hoán vị, X là tập của nhóm ma trận, đối với nhóm ma trận, X là không gian vector. Mô hình của một nhóm biến đổi rất gần với nhóm đối xứng: một biến đổi bao gồm tất các các biến đổi bảo toàn các cấu trúc cụ thể.
Lý thuyết của nhóm biến đổi là cây cầu liên kết lý thuyết nhóm với hình học giải tích.

### Nhóm trừu tượng
Phần lớn các nhóm ở giai đoạn đầu của lý thuyết nhóm là "đặc", được nhận ra thông qua các con số, hoán vị, ma trận. Trước thể kỉ 19, ý tưởng của một nhóm trừu tượng như là một tập cùng với các toán tử thỏa mản một số hệ thống tiêu đề bắt đầu được nảy sinh. Một cách phổ biến để xác định một nhóm trừu tượng là thông qua phép biểu diễn bằng generator và relations,
{\displaystyle G=\langle S|R\rangle .}

## Lịch sử lý
Trong khoảng một thế kỉ, rất nhiều nhà toán học đã gặp khó khăn khi nghiên cứu các bài toán đại số trước khi lý thuyết nhóm ra đời. Bắt đầu từ Joseph Louis Lagrange sử dụng nhóm hoán vị để tìm nghiệm đa thức (1771), sau đó trong các bài báo, nghiên cứu về phương trình đại số của Leonhard Euler, Carl Friedrich Gauss, Niels Henrik Abel (1824) và Evariste Galois (1830), những thuật ngữ trong lý thuyết nhóm đã xuất hiện. Ngoài ra, lý thuyết nhóm cũng được hình thành từ hình học vào khoảng giữa thế kỉ XIX từ lý thuyết số.
Vào khoảng cuối thế kỉ XIX, lý thuyết nhóm trở thành một nhánh độc lập của đại số (những người có công trong lĩnh vực này phải kể đến là Ferdinand Georg Frobenius, Leopold Kronecker, Emile Mathieu,...). Nhiều khái niệm của đại số đã được xây dựng lại từ khái niệm nhóm và đã có nhiều kết quả mới đóng góp cho sự phát triển của ngành toán học quan trọng này.
Hiện nay lý thuyết nhóm là một phần phát triển nhất trong đại số và có nhiều ứng dụng trong topo học, lý thuyết hàm, mật mã học, cơ học lượng tử và nhiều ngành khoa học cơ bản khác.
Bài toán cơ bản của lý thuyết nhóm là miêu tả tất cả hệ thống nhóm với sự chính xác đến một đẳng cấu, và nghiên cứu các phép biến đổi trên các nhóm. Trên thực tế, việc viết hết các hệ thống nhóm là không thể, chính vì thế mà lý thuyết nhóm vẫn đang được tiếp tục nghiên cứu.

### Những khái niệm cơ bản
- Nhóm
- Nhóm các tự đẳng cấu
- Nhóm hữu hạn
- Nhóm Abel
- Nhóm Lie
- Nhóm lũy linh
- Toán học tổ hợp